# Lile nigrofasciata
Lile nigrofasciata is een  straalvinnige vissensoort uit de familie van haringen (Clupeidae). De wetenschappelijke naam van de soort is voor het eerst geldig gepubliceerd in 2002 door Castro-Aguirre, Ruiz-Campos & Balart.
De soort staat op de Rode Lijst van de IUCN als niet bedreigd, beoordelingsjaar 2008.